# Ното (город)
Ното (итал. Noto) — город на итальянском острове Сицилия (провинция Сиракуза), в 32 км к югу от Сиракуз, у подножья Иблейских гор. Центр долины Ното. Население составляет 24,3 тыс. человек (2022). Покровителем населённого пункта считается святой Конрад из Пьяченцы (празднование 19 февраля).
Возник в древности как поселение сикулов (лат. Notum). Впервые упоминается в 263 г. до н. э. в договоре Гиерона II с Римской республикой. Полностью разрушен Сицилийским землетрясением 1693 года. После этого перенесён на 7 км к юго-востоку (левый берег реки Асинара) и отстроен заново из местного камня медовых оттенков в нарочито театральном стиле сицилийского барокко.
Наряду с другими барочными городами Валь-ди-Ното составляет один из объектов Всемирного наследия. Возведением многих достопримечательностей города занимался его уроженец, архитектор Винченцо Синатра.
В Ното разворачивается часть действия фильма Микеланджело Антониони «Приключение» (1960).

Памятники сицилийского барокко
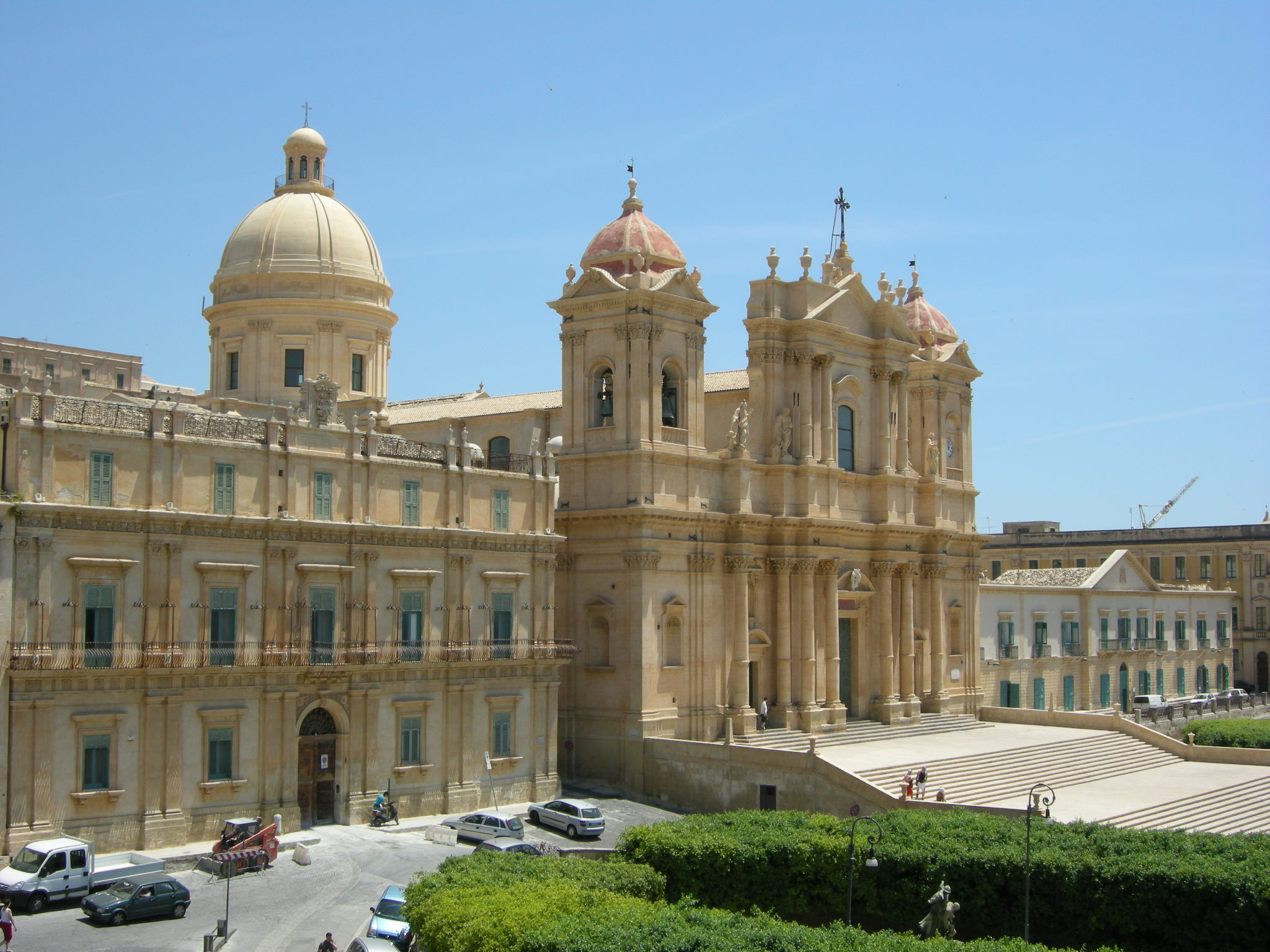
Собор Ното
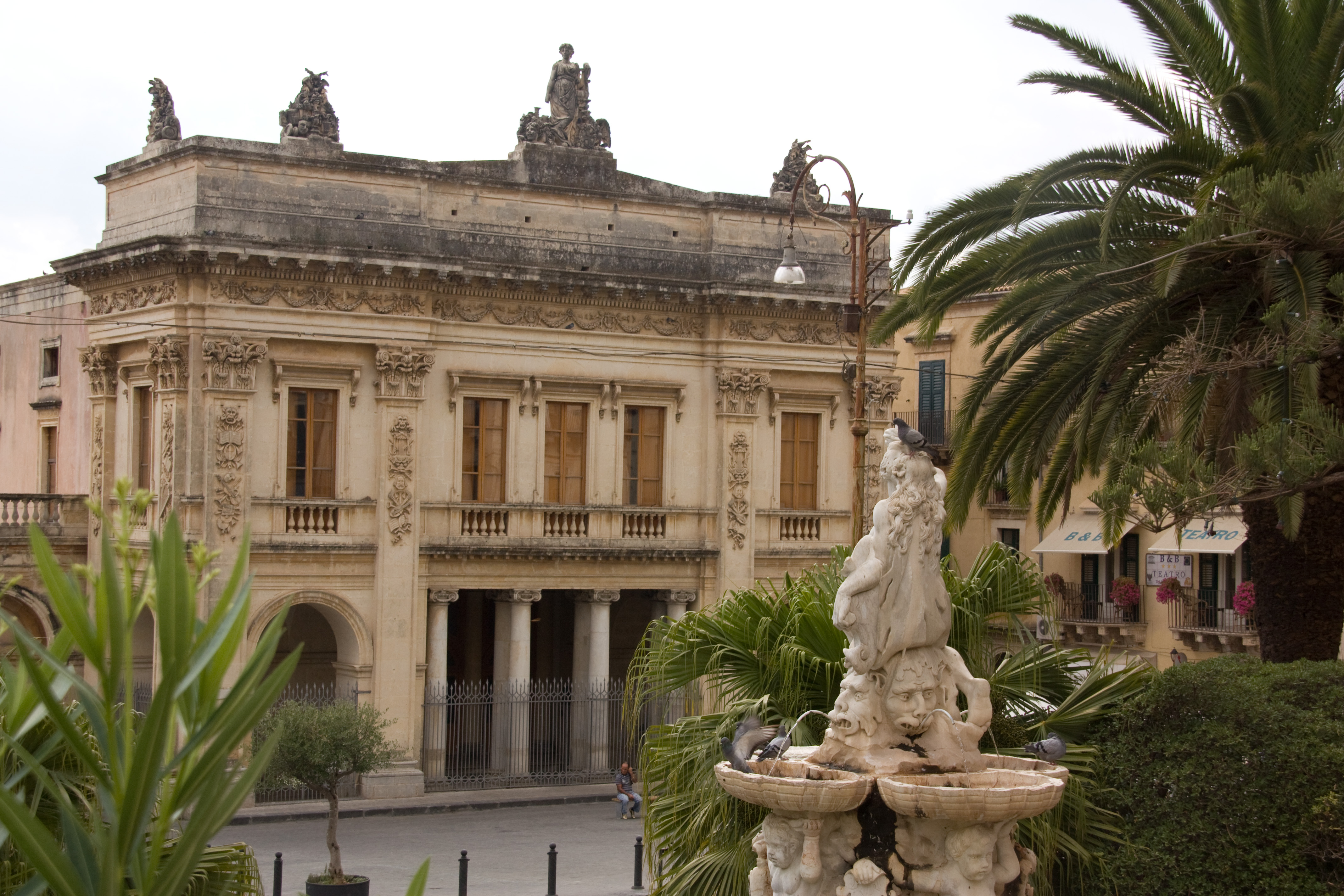
Городской театр
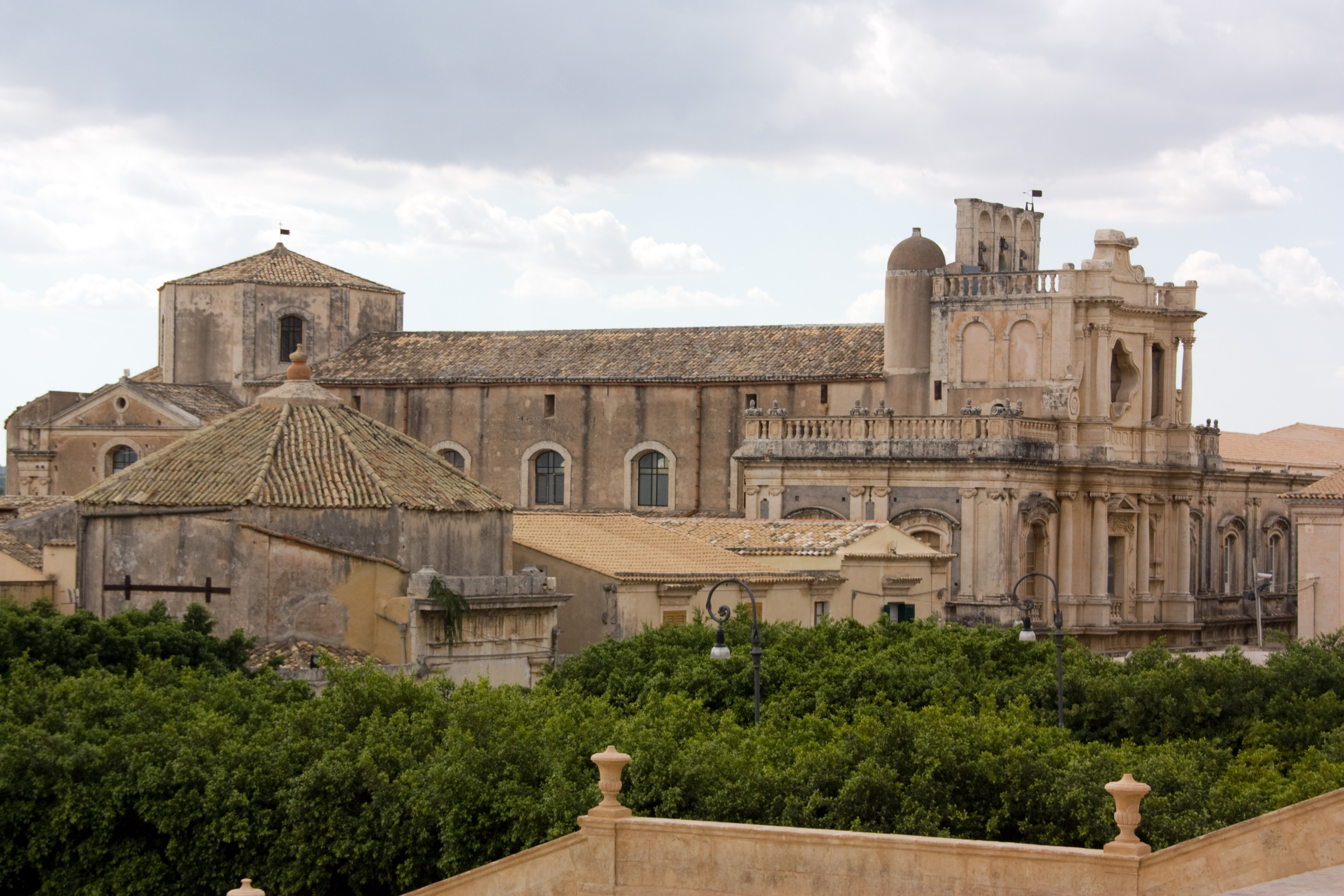
Церковь Карла Борромея
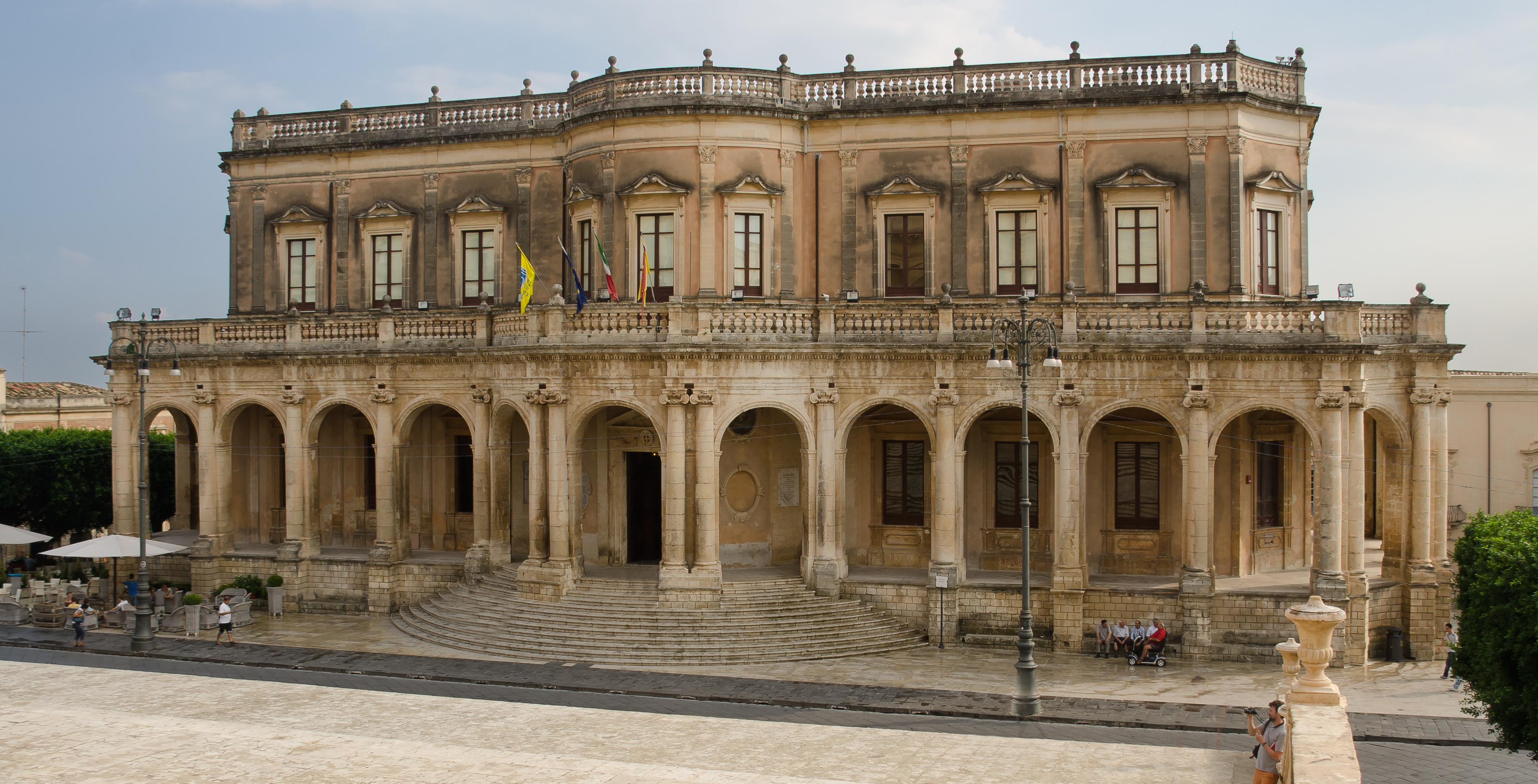
Ратуша